# Élections législatives de 1951 dans la Meuse
Les élections législatives françaises de 1951 se tiennent le 17 juin. Ce sont les deuxièmes élections législatives de la Quatrième République.

## Mode de scrutin
Représentation proportionnelle plurinominale suivant la méthode du plus fort reste dans 103 circonscriptions, conformément à la loi des apparentements : les listes qui se sont « apparentées » avant l'élection remportent tous les sièges de la circonscription si leurs voix ajoutées obtiennent la majorité absolue des suffrages exprimés. Il y a 629 sièges à pourvoir.
Le vote préférentiel est admis. 
Dans le département de la Meuse, trois députés sont à élire.

## Candidats

### Liste d'union des républicains indépendants, des paysans, des républicains nationaux et du RGR
| N° | Candidats | Candidats       | Parti | Principales fonctions |
| -- | --------- | --------------- | ----- | --- |
| 01 |           | Louis Jacquinot | CNIP  | Ministre des anciens combattants et victimes de guerre, député sortant, Président du Conseil général, conseiller général du canton de Gondrecourt-le-Château, avocat |
| 02 |           | René Rousselot  | CNIP  | Maire de Nicey-sur-Aire, cultivateur, conseiller général, cultivateur                                                                                                |
| 03 |           | André Madoux    | RGR   | Pharmacien à Stenay, conseiller général |

### Liste du Rassemblement du peuple français
| N° | Candidats | Candidats     | Parti | Principales fonctions                                        |
| -- | --------- | ------------- | ----- | ------------------------------------------------------------ |
| 01 |           | Jean Gilliot  | RPF   | Général, ancien gouverneur de Metz, ancien déporté politique |
| 02 |           | Louis Mourot  | RPF   | Conseiller municipal de Butgnéville, agriculteur             |
| 03 |           | Marcel Hector | RPF   | Chauffeur-mécanicien, conseiller municipal de Sorcy          |

### Liste du Parti communiste français
| N° | Candidats | Candidats       | Parti | Principales fonctions                                     |
| -- | --------- | --------------- | ----- | --------------------------------------------------------- |
| 01 |           | André Savard    | PCF   | Menuisier, député sortant, conseiller municipal de Verdun |
| 02 |           | Raymond Briet   | PCF   | Cultivateur à Mouzay                                      |
| 03 |           | Maurice Schmidt | PCF   | Cheminot, Lérouville                                      |

### Liste du Mouvement républicain populaire
| N° | Candidats | Candidats        | Parti | Principales fonctions                                                                                                |
| -- | --------- | ---------------- | ----- | --- |
| 01 |           | Jean Vuillaume   | MRP   | Cultivateur, conseiller général du canton de Montfaucon-d'Argonne, député sortant, conseiller municipal de Dannevoux |
| 02 |           | Maurice Rochette | MRP   | Garagiste, ancien Conseiller de la République, conseiller municipal de Verdun                                        |
| 03 |           | Yvonne Salpointe | MRP   | Chef comptable, Bar-le-Duc                                                                                           |

### Liste du Parti socialiste SFIO
| N° | Candidats | Candidats       | Parti | Principales fonctions                                                |
| -- | --------- | --------------- | ----- | -------------------------------------------------------------------- |
| 01 |           | Louis Dodin     | SFIO  | Ouvrier magasinier, conseiller général du canton de Ligny-en-Barrois |
| 02 |           | Léon Thiesse    | SFIO  | Artisan relieur à Saint-Mihiel                                       |
| 03 |           | Fernand Berèche | SFIO  | Cheminot                                                             |

### Liste de défense des libertés
| N° | Candidats | Candidats       | Parti                | Principales fonctions |
| -- | --------- | --------------- | -------------------- | --------------------- |
| 01 |           | Paul Lahaye     | Défense des libertés |                       |
| 02 |           | Octave Noël     | Défense des libertés |                       |
| 03 |           | Maurice Bontour | Défense des libertés |                       |

## Élus
| Député sortant  | Parti | Parti | Député élu ou réélu | Parti | Parti |
| --------------- | ----- | ----- | ------------------- | ----- | ----- |
| André Savard    |       | PCF   | Jean Gilliot        |       | RPF   |
| Jean Vuillaume  |       | MRP   | René Rousselot      |       | CNIP  |
| Louis Jacquinot |       | CNIP  | Louis Jacquinot     |       | CNIP  |

## Résultats

### Résultats à l'échelle du département
- Les listes du CNIP-RGR et du MRP se sont apparentées.
- Leurs voix cumulées de chaque apparentement représentant moins de 50% des exprimés, les sièges sont répartis à la proportionnelle entre tous les partis.
- Le score de l'apparentement est considéré comme celui d'une liste pour la répartition générale, ensuite la répartition interne des sièges entre apparentées se fait également à la proportionnelle.

| Parti    | Parti      | Tête de liste   | Résultats | Résultats | Sièges |  |
| Parti    | Parti      | Tête de liste   | Voix      | %         |        |  |
| -------- | ---------- | --------------- | --------- | --------- | ------ |  |
|          | CNIP-RGR * | Louis Jacquinot | 28 876    | 32,01     | 2      |  |
|          | RPF        | Jean Gilliot    | 26 614    | 29,50     | 1      |  |
|          | PCF        | André Savard    | 15 473    | 17,15     | 0      |  |
|          | MRP *      | Jean Vuillaume  | 8 901     | 9,87      | 0      |  |
|          | SFIO       | Louis Dodin     | 7 582     | 8,40      | 0      |  |
|          | Déf. lib   | Paul Lahaye     | 1 115     | 1,24      | 0      |  |
|          |            |                 |           |           |        |  |
| Inscrits | Inscrits   | Inscrits        | 114 614   | 100,00    | 3      |  |
| Votants  | Votants    | Votants         | 93 413    | 81,50     |        |  |
| Exprimés | Exprimés   | Exprimés        | 90 215    | 96,58     |        |  |